# Güssefeld
Güssefeld este o comună din landul Saxonia-Anhalt, Germania.